# Henrik Perret
Carl Henrik Louis Perret, född 1946 i Kaskö, är en finländsk teolog och präst, som sedan 2006 fungerar som generalsekreterare för Finlands teologiska instistut.

## Biografi
Perret är son till biträdande professorn i medicin, Louis Perret. Han tog studentexamen vid Nya svenska samskolan i Helsingfors 1965 och teologie kandidat 1972 vid Helsingfors universitet. Han prästvigdes 1972 och avlade pastoralexamen 1979. År 1996 tog han examen som medialvaktmästare-ambulansförare. Han var adjunkt i Matteus församling i Helsingfors 1972-75 och student- och skolungdomspräst i Studentmissionen 1975-80. Därefter har han varit kyrkoherde i Markus församling i Helsingfors åren 1980-2005 och ordförande samt verksamhetsledare för räddningsorganisationen Medi-Heli åren 1993-1996.
Henrik Perret är gift med Ann-Kristin Perret och har fyra barn. Hans militärgrad är fänrik.

## Kyrkliga engagemang
Sedan 1983 är Perret ledamot av kyrkomötet där han representerar Borgå stift. Sedan 1978 är han medlem av stiftsmötet i Borgå stift. Han var medlem av psalmbokskommittén 1975–1983 och handbokskommittén 1989–1995. Perret är också chefredaktör för de kristna tidningarna Kristet Perspektiv och Kulmakivi. Han har skrivit synodalavhandlingen Den levandes röst tillsammans med Iris Wikström 1981.

## Biskopskandidat
År 2006 ställde Perret upp i Borgå stifts biskopsval. Han gick vidare till valets andra omgång, där han kom på andra plats efter Gustav Björkstrand. Perret ställde även upp i biskopsvalet i Borgå stift 2009, men blev utslagen redan i första omgången.

## Övriga engagemang
Utöver engagemanget i Medi-Heli är han ordförande i Räddningsjouren sedan 1983. Han är vidare utbildad första-hjälpen-instruktör för Finlands Röda kors. Musikintresset har tagit sig uttryck i skivinspelningar med sånggruppen Gospelteamet 1967–1972 och tonsättning av psalmerna 404, 464 och 580 i 1986 års psalmbok för Finlands evangelisk-lutherska kyrka.